# Bulletin of the Atomic Scientists

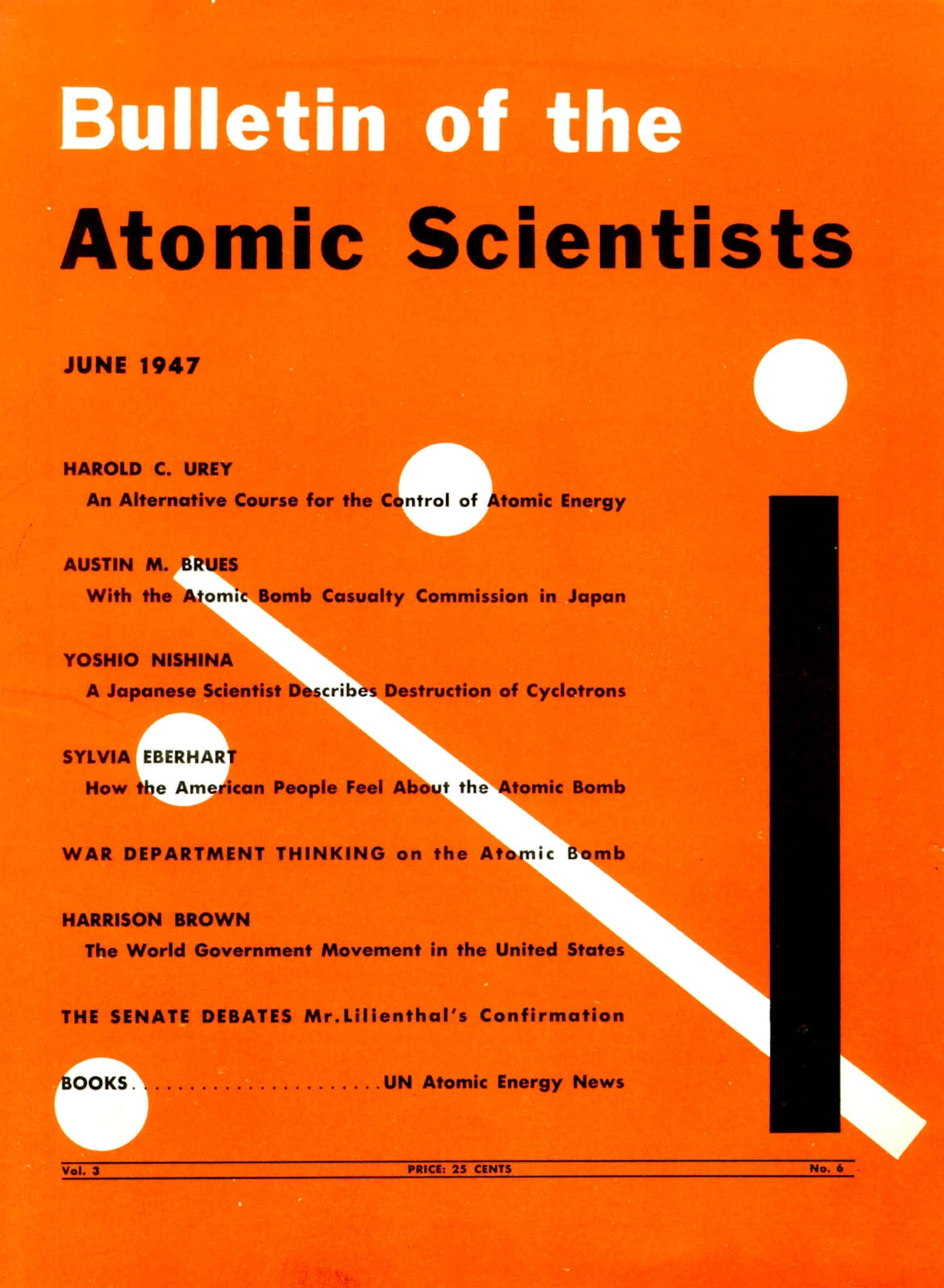
Cover of the Bulletin of the Atomic Scientists.

El Bulletin of the Atomic Scientists (en español, Boletín de los Científicos Atómicos) es una organización sin fines de lucro y una publicación académica dirigida al público en general interesada en asuntos relacionados con la supervivencia y el desarrollo de la humanidad frente a las amenazas de las armas nucleares, las armas de destrucción masiva, el cambio climático, las tecnologías emergentes y las enfermedades.
De periodicidad bimensual, fue publicada por primera vez en 1945, como Bulletin of the Atomic Scientists of Chicago, al ser fundada por miembros del Manhattan Project tras los bombardeos atómicos sobre Hiroshima y Nagasaki.

## Doomsday Clock (Reloj del Apocalipsis)
El llamado Doomsday Clock apareció por primera vez en la portada de la revista en 1947. Aunque originalmente representó a la amenaza del holocausto nuclear, desde 2007 también representa la amenaza del cambio climático.
La hora se va modificando de acuerdo con el peligro percibido por el panel de científicos de la revista, el cual incluye numerosos premios Nobel. En enero de 2016, el Reloj del Apocalipsis marcaba tres minutos hacia la medianoche, debida al «cambio climático descontrolado, avances tecnológicos globales en el armamento nuclear y arsenales exagerados de armas nucleares».

## Board of Sponsors
A mediados de 2016, su Board of Sponsors incluye a 16 premios Nobel, entre otras figuras destacadas del mundo científico.
- David Baltimore, premio Nobel de Medicine, 1975
- Paul Berg, premio Nobel de Química, 1980
- Nicolaas Bloembergen, premio Nobel de Física, 1981
- James Cronin, premio Nobel de Física, 1980 (falleció en agosto de 2016)
- Jayantha Dhanapala, exsubsecretario general de las Naciones Unidos para asuntos relacionados con el desarme nuclear
- Freeman Dyson, premio Premio del Círculo de Críticos Nacional del Libro, 1984
- Manfred Eigen, premio Nobel de Química, 1967
- Gareth Evans, exministro de Asuntos Exteriores de Australia (1988-1996), decano de la Australian National University
- Jerome Friedman, premio Nobel de Física, 1990
- Richard Garwin, Philip D. Reed Senior Fellow for Science and Technology at the Council on Foreign Relations, New York
- Sheldon Glashow, premio Nobel de Física, 1979
- Brian Greene, catedrático de matemáticas y física, Universidad de Columbia
- Dudley Herschbach, premio Nobel de Química, 1986
- Howard Hiatt, catedrático de medicina del Harvard Medical School
- Roald Hoffmann, premio Nobel de Química, 1981
- Pervez Hoodbhoy, catedrático de Física en la Universidad Quaid-e-Azam, Pakistán
- Masatoshi Koshiba, premio Nobel de Física, 2002
- Lawrence Krauss (presidente), director del Proyecto Orígenes en la Universidad Estatal de Arizona
- Leon Lederman, premio Nobel de Física, 1988
- Reimar Lüst, expresidente de la Sociedad Max Planck
- Shirley Malcom, directora de programas educativas y recursos humanos de la American Association for the Advancement of Science
- Ben Mottelson, premio Nobel de Física, 1975
- William Perry, catedrático de la cátedra Michael and Barbara Berberian en la Universidad de Stanford
- Thomas R. Pickering, presidente del consejo del Institute for the Study of Diplomacy de la School of Foreign Service de la Universidad de Georgetown
- John C. Polanyi, premio Nobel de Química, 1986
- Victor Rabinowitch, exvicepresidente de la MacArthur Foundation
- Lisa Randall, catedrático de Física en la Universidad de Harvard
- Martin Rees, presidente de The Royal Society
- Richard Roberts, premio Nobel de Física, 1973
- Roald Sagdeev, catedrático de Física en la Universidad de Maryland
- Jaan Tallinn, cofundador de Skype y Kazaa
- Kosta Tsipis, exdirector del Programa de Ciencias y Tecnología para la Seguridad Internacional, Massachusetts Institute of Technology
- Frank von Hippel, codirector del Programa de Ciencias y Seguridad Global, Universidad de Princeton
- Steven Weinberg, premio Nobel de Física, 1979
- Frank Wilczek, premio Nobel de Física, 2004

### Miembros fallecidos
La lista de miembros fallecidos del Board también incluyen a numerosos premios Nobel:
- Ruth Adams (1923-2005), exdirectora del Bulletin of the Atomic Scientists
- Samuel Allison (1900-1965), primer y tercer director del Instituto Enrico Fermi de la Universidad de Chicago
- Edoardo Amaldi (1908-1989), cofundador y primer secretario general de la Organización Europea para la Investigación Nuclear (CERN)
- Robert Bacher (1905-2004), exdirector del Departamento de Mathematics, Physics, and Astronomy del California Institute of Technology
- Hans Bethe (1906-2005), premio Nobel de Física, 1967
- Stephen W. Hawking, Profesor Lucasiano de matemáticas en la Universidad de Cambridge
- Detlev W. Bronk (1897-1975), presidente de la National Academy of Sciences
- S. Chandrasekhar (1910-1995), premio Nobel de Física, 1983
- Owen Chamberlain (1920-2006), premio Nobel de Física, 1959
- Georges Charpak (1924-2010), premio Nobel de Física, 1992
- Arthur C. Clarke (1917-2008), autor
- A. H. Compton (1892-1962), premio Nobel de Física, 1927
- E. U. Condon (1902-1974), presidente de la American Physical Society
- James Cronin (1931-2016), premio Nobel de Física, 1980
- Farrington Daniels (1889-1972), presidente de la American Chemical Society
- Carl Djerassi, (1923-2015), galardonado con la National Medal of Science y la National Medal of Technology
- Paul Doty (1920-2011), fundador y director emeritus del Belfer Center for Science and International Affairs de la Universidad de Harvard
- Lee A. DuBridge (1901-1994), director del Rad Lab, Massachusetts Institute of Technology
- Sam Edwards (1928-2015), catedrático Cavendish de Física Teórica y ex vicedecano de la Universidad de Cambridge
- Albert Einstein (1879-1955), premio Nobel de Física, 1921
- Val Fitch (1923-2015), premio Nobel de Física, 1980
- Brian Flowers (1924-2010), fellow del Imperial College of Science, Technology, and Medicine, Environment Office
- James Franck (1883-1964), premio Nobel de Física, 1925
- Donald Glaser (1927-2013), premio Nobel de Física, 1960
- Bentley Glass (1906-2005), vicepresidente académico de la State University of New York, Stony Brook
- Marvin Goldberger (1922-2014), presidente emeritus del California Institute of Technology
- S. A. Goudsmit (1902-1978), director científico del Brookhaven National Laboratory
- Gerhard Herzberg (1904-1999), premio Nobel de Química,  1971
- Dorothy Hodgkin (1910-1994), premio Nobel de Química, 1964
- T. R. Hogness (1894-1976), director del Institute of Radiobiology and Biophysics de la Universidad de Chicago
- Alfred Kastler (1902-1984), premio Nobel de Física, 1966
- Henry Kendall (1926-1999), premio Nobel de Física, 1990
- Ryogo Kubo (1920-1995), medalla Boltzmann, 1977
- F. W. Loomis (1889-1976), director adjunto del Rad Lab, Massachusetts Institute of Technology
- Philip M. Morse (1903-1985), primer director de Brookhaven National Laboratory
- Marcos Moshinsky (1921-2009), expresidente de la Sociedad Mexicana de Física
- Nevill Mott (1905-1996), premio Nobel de Física, 1977
- H. J. Muller (1890-1967), premio Nobel de Medicina, 1946
- Robert Oppenheimer (1904-1967), director del Proyecto Manhattan
- Wolfgang K. H. Panofsky, director emérito del Stanford Linear Accelerator Center
- Linus Pauling (1901-1994), premio Nobel de Química, 1954
- G. B. Pegram (1876-1958), vicepresidente de la Escuela de Minas, Ingeniería y Química de la Universidad de Columbia
- Rudolf Peierls (1907-1995), miembro del Proyecto Manhattan
- Gerald Piel (1915-2004), presidente de la American Association for the Advancement of Science
- I. I. Rabi (1898-1988), premio Nobel de Física, 1944
- Leonard Rieser (1922-1998), presidente de la American Association for the Advancement of Science
- Joseph Rotblat (1908-2005), premio Nobel de la Paz, 1995
- Andrei Sakharov (1921-1989),  premio Nobel de la Paz, 1975
- Oscar Sala (1922-2010), exdirector del Departamento de Física Nuclear, Universidad de São Paulo
- Abdus Salam (1926-1996), premio Nobel de Física, 1978
- Julian Schwinger (1918-1994), premio Nobel de Física, 1965
- Frederick Seitz (1911-2008), presidente de la Universidad Rockefeller
- John Simpson (1916-2000), miembro del Proyecto Manhattan
- Cyril Smith (1903-1992), miembro del Proyecto Manhattan
- Leo Szilard (1898-1964), coorganizador de la primera Conferencia Pugwash
- Toshiyuki Toyoda (1920-2009), catedrático emeritus de Física, Universidad de Nagoya
- Edward Teller (1908-2003), miembro de la Comisión de Energía Atómica de Estados Unidos
- Harold Urey (1893-1981), premio Nobel de Química, 1934
- Victor Weisskopf (1908-2002), miembro del Proyecto Manhattan, exdirector del CERN
- C. F. von Weizsäcker (1912-2007), exdirector del Instituto Max Planck de Física
- Jerome Wiesner (1915-1994)
- Robert R. Wilson (1914-2000), miembro del Proyecto Manhattan
- Sewall Wright (1889-1988), premio National Medal of Science, 1966
- J. R. Zacharias (1905-1986), director del Rad Lab, Massachusetts Institute of Technology